# Majda Chebaraka
Majda Chebaraka, née le 17 avril 2000 à El Harrach, est une nageuse algérienne.

## Carrière
Aux Jeux africains de 2015, Majda Chebaraka obtient deux médailles d'or (sur 800 et 1 500 mètres nage libre), une médaille d'argent sur 400 mètres nage libre et trois médailles de bronze sur le 200 mètres nage libre, nage où elle réalise le minima B des  Jeux Olympiques de Rio 2016, en 2'02"54. Elle obtient sur le relais 4x100m nage libre mixte et sur le relais 4 x 200 mètres nage libre des médailles de bronze.
Aux Championnats arabes de natation 2016, elle est médaillée d'or sur le 200 et le 800 mètres nage libre et sur le relais 4 x 200 mètres nage libre. Elle obtient l'argent sur le relais 4 x 100 mètres nage libre et sur le relais 4 x 100 mètres nage libre mixte et est médaillée de bronze le 1 500 mètres nage libre. 
Majda Chebaraka remporte aux Championnats d'Afrique de natation 2018 à Alger la médaille d'argent du relais 4 x 200 mètres nage libre.
Elle est médaillée de bronze du 200 mètres nage libre, du 400 mètres nage libre, du 800 mètres nage libre, du 4 x 100 m nage libre, du 4 x 200 m nage libre et du 4 x 100 m nage libre mixte aux Jeux africains de 2019 au Maroc.
Elle est médaillée d'argent sur le 4 x 100 m nage libre et médaillée de bronze du 800 mètres nage libre et sur le 4 x 200 m nage libre aux Jeux africains de 2023 à Accra.
Elle est médaillée d'or sur le 4 x 100 m nage libre et médaillée de bronze sur le 4 x 200 m nage libre ainsi que sur 4 x 100 m quatre nages aux Championnats d'Afrique de natation 2024 à Luanda.